# Mira (estrela)
Mira (Omicron Ceti) é uma estrela gigante vermelha da classe M, dupla e variável, da constelação de Cetus (Baleia) visível no hemisfério sul. Uma das mais brilhantes do céu, Mira era conhecida pelos antigos como a Estrela Maravilhosa, tendo recebido esta alcunha no século XVII por sua característica de mudar de aparência de forma significativa em ciclos de 332 dias (sabe-se hoje que há variação de 304 a 353). 
Mira varia seu brilho cerca de 1500 vezes, indo da magnitude 2 em seu brilho extremo à magnitude 10, quando então torna-se visível apenas através de telescópios. A estrela mantém seu fulgor máximo apenas durante umas semanas, antes de baixar rapidamente. 
Em 1596, pouco antes da invenção do telescópio, o monge e astrônomo alemão David Faber, (também conhecido como Fabricius) observou na constelação de Cetus, uma estrela alaranjada onde anteriormente nada havia notado e registrou sua posição. Em 1603, o alemão Johannes Bayer ao compilar seu famoso atlas celeste Uranometria, atribuiu a letra grega Omicron àquela estrela, sem perceber suas variações. Aparentemente tropeçou pela estrela quando esta estava em seu máximo. Tentativas posteriores para encontrá-la falharam, até que fez sua reaparição mais tarde.
Ela só foi definitivamente constatada como variável e seu período calculado em 11 meses no ano de 1638, pelo astrônomo holandês Johann Holwarda. Em 1642 Johannes Hevelius, de Gdansk, denominou-a a Maravilha da Baleia, ou, em latim, Mira Ceti. Mira foi, portanto, a primeira variável a ser descoberta e, na época, esta descoberta contribuiu para a rejeição da ideia de que a abóbada celeste era eterna e imutável.
Mira A tem cerca de 700 vezes o diâmetro do Sol e co-orbita Mira B, uma anã branca de aproximadamente o tamanho da Terra. A agitação interna de Mira A pode criar distúrbios magnéticos na sua atmosfera superior, responsáveis pelas fulgurações de raios-X e por fortes ventos estelares que fazem a estrela perder material de forma rápida. Parte do gás e poeira que escapam de Mira A é capturada pela sua companheira, Mira B, que é rodeada por um disco de material sugado da gigante pulsante, o disco de acreção.
O sistema binário Mira AB encontra-se a 420 anos-luz do Sol e as duas estrelas irmãs estão afastadas uma da outra por cerca de 9 bilhões de quilômetros, ou 1,5 vezes a distância média Sol-Plutão, que é hoje o raio máximo do Sistema Solar (desde que não considerados o Cinturão de Kuiper nem a Nuvem de Oort).
Já bastante fria e arrefecendo cada vez mais, Mira aproxima-se do final de sua vida, seu combustível nuclear começa a esgotar-se e ao fim deverá explodir, libertando suas camadas exteriores, formando uma nebulosa planetária e deixando em seu lugar outra anã branca, densa e quente.

## Variáveis Mira

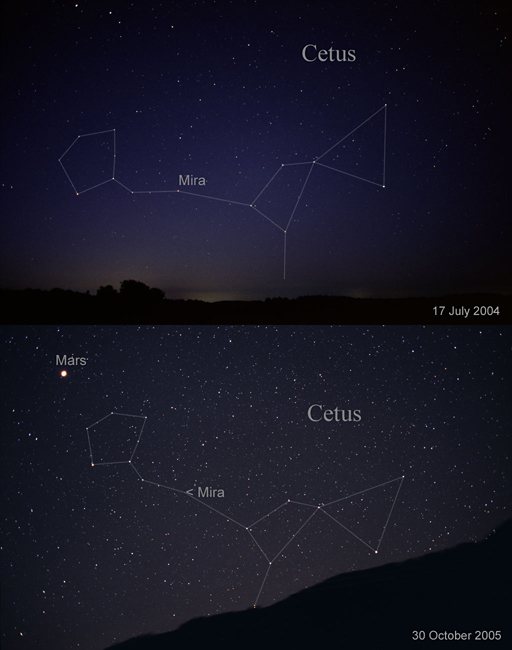
Imagem representativa da variabilidade de Mira, uma estrela variável pulsante típica da classe das Variáveis Mira, cuja prosperidade oscila de forma cíclica ao longo do tempo. Estas estrelas, assim como Mira, são conhecidas por apresentarem grandes amplitudes de variação no seu brilho, destacando-se -se entre as variáveis de longo período.

Variáveis Mira são estrelas variáveis de Longo Período - ou LPVs -, estrelas gigantes vermelhas, normalmente de tipo espectral M, que apresentam oscilações de brilho em torno de seis magnitudes entre o máximo e o mínimo. O período destas variáveis - definido como o intervalo entre dois máximos consecutivos - é em média de um ano aproximadamente. Esses valores podem variar entre diferentes LPVs ou mesmo em diferentes ciclos de uma mesma estrela. Exemplos: Mira Ceti, R Carinae, R Leonis, Chi Cygni, R Hydrae e R Centauri.